# National Bank Act
A Lei do Banco Nacional de 1864 é um ato aprovado pelo Congresso dos Estados Unidos que alterou dispositivo anterior, de 1863, conhecido como "Lei da moeda nacional". Ambas as leis estabilizaram o sistema bancário do país, criando o Sistema Bancário Federal e o conceito de "Banco Nacional", e lançou as bases da política bancária uniforme norte-americana. Os bancos foram encorajados a adquirirem Obrigações do Tesouro, títulos de crédito público que serviam como garantia de emissão das notas a serem utilizadas em depósitos e empréstimos, introduzindo a "nota bancária nacional". Também foi criado o Gabinete Controlador da Moeda (em inglês, Office of the Comptroller of the Currency - OCC), parte do Departamento do Tesouro dos Estados Unidos, autorizado a examinar e regulamentar nacionalmente as operações bancárias. Uma outra inovação foi um sistema de exigência de reservas e a prática de depositar o montante de empréstimos diretamente nas contas dos clientes.

## Circunstâncias e aspectos gerais

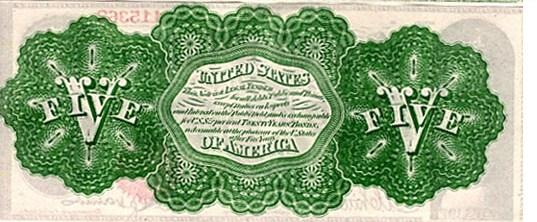
Uma nota "greenback" imprimida pelo governo norte-americano durante a Guerra Civil Americana

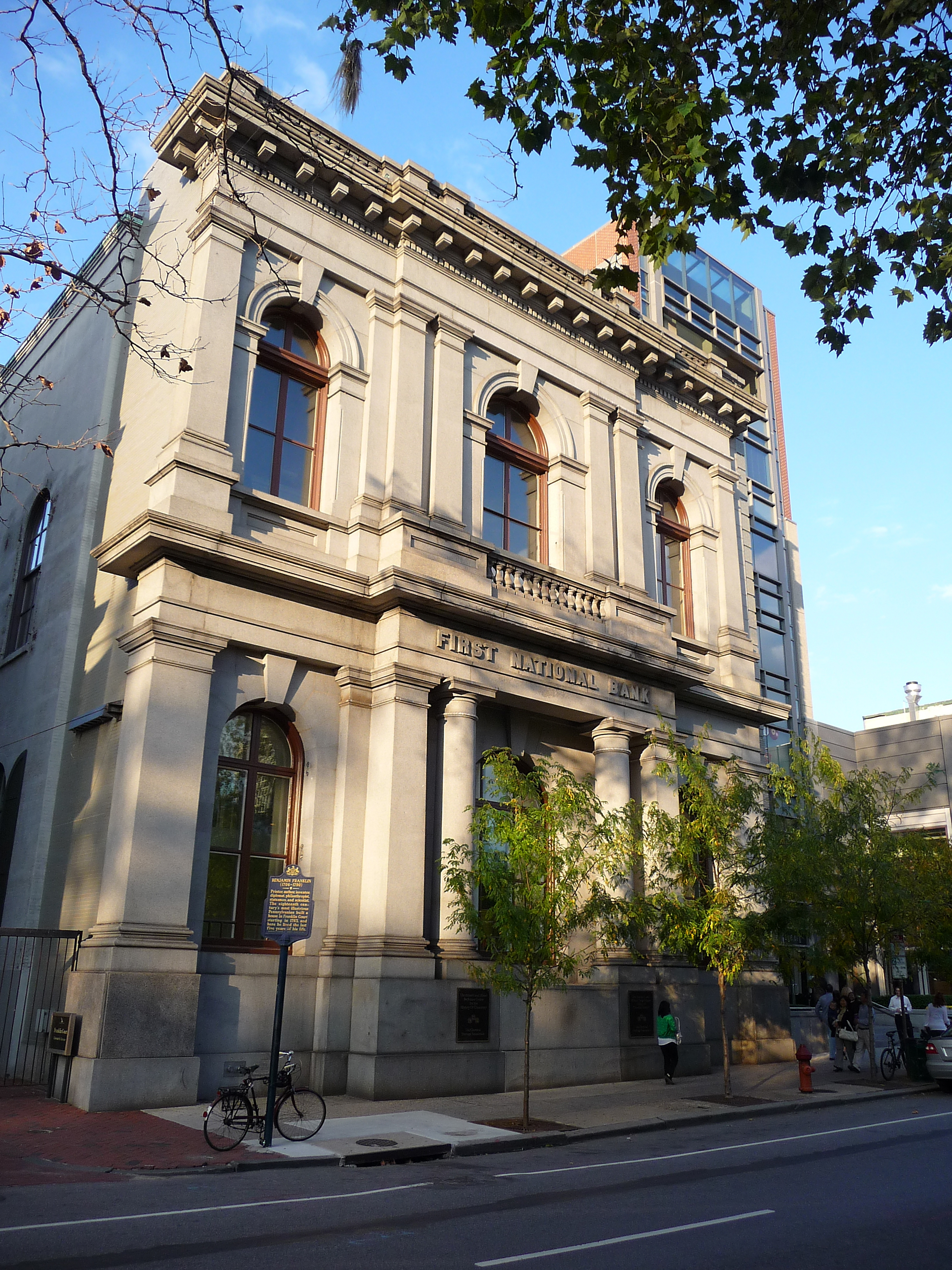
First National Bank, Filadélfia

A lei foi elaborada por iniciativa de Salmon P. Chase, Secretário do Tesouro do presidente Abraham Lincoln  numa época em que o sistema bancário do país consistia somente de instituições estaduais e cujas características causavam descrédito no publico e também crises, como a do Pânico de 1837.
O Sistema do Tesouro do Estados Unidos havia sido criado em 1846, na administração do presidente James K. Polk, que formava fundos públicos com recursos dos bancos comerciais num esforço para estabilizar a economia. Uma das primeiras iniciativas para se criar o "dinheiro nacional" ocorrera nos primeiros dias da Guerra Civil, quando o Congresso aprovou a Lei "Legal Tender" em 1862, pela qual foram emitidas 150 milhões em notas conhecidas como "greenbacks" ("verdinhas"). As notas tinham como garantia apenas a promessa do governo de resgate pelo valor, e eram dependentes da credibilidade dos governantes e da habilidade deles em criarem um mercado para as notas, no futuro.
Em 1863, com a Segunda Lei "Legal Tender"  elaborada em 11 de julho de 1862, por Resolução Conjunta do Congresso  e a Terceira "Legal Tender", de 1863, foi aumentado o limite de emissão para 450 milhões.
A Lei da Moeda Nacional (ch. 58, 12 Stat. 665; 25 de fevereiro de 1863) passou no senado por 23 votos a favor contra 21. Pela lei, seriam criados bancos nacionais lastreados com títulos do Tesouro e com moeda emitida pelo próprio governo. A quantidade de notas emitidas seria proporcional aos capitais dos bancos depositados com o Controlador da Moeda do Tesouro 
A Lei do Banco Nacional de 1864 (ch. 106, 13 Stat. 99; 3 de junho de 1864)  tirou das mãos dos estados a expedição das carta-patentes, evitando pressões políticas locais e corrupções por propinas. O primeiro banco nacional foi o First National Bank, estabelecido na Filadélfia, Pensilvânia (carta-patente número 1) Adicionalmente, a lei transformou mais de 1.500 bancos estaduais em bancos nacionais.
Com a lei, os bancos deveriam se voluntariar para adquirirem a carta-patente e os títulos públicos, como garantia de emissão de suas notas. Muitos bancos não quiseram entrar para o novo sistema, gerando um "sistema bancário duplo" e em 1865 houve uma lei adicional que tributava em 10% todas as notas de emissão estadual. Os bancos tinham que manter suas reservas em cofres e também num banco nacional de uma cidade que fosse centro financeiro, geralmente Nova Iorque. Antes da lei muitos bancos mantinham agências em lugares remotos para desestimular os clientes que queriam trocar suas notas por dinheiro em espécie. Essa prática foi apelidada de "Wildcat Banking".
As dificuldades para manter reservas em ouro e prata fez com que os bancos passassem a emitir letras de câmbio e também praticarem o "redesconto", sendo que bancos do Norte e Leste do país foram favorecidos por terem mais disponibilidade de moeda em espécie.

## Legado
A Lei do Banco Nacional serviu para criar a dupla estrutura nacional conhecida atualmente como sistema bancário e econômico federal. O Controlador da Moeda continua a ter papel relevante na economia e é responsável pela administração e supervisão dos bancos nacionais bem como de algumas atividades das subsidiárias (através da Lei Gramm-Leach-Bliley de 1999). Em 2004, a lei foi usada por John D. Hawke, Jr., Controlador da Moeda, para impedir ingerências de procuradores estaduais nas regras dos bancos federais. Muitos culparam a falta de supervisão subsequente, pela recessão americana de 2000 e também pela Crise do subprime.